# Pieve di Sant'Eugenia al Bagnoro

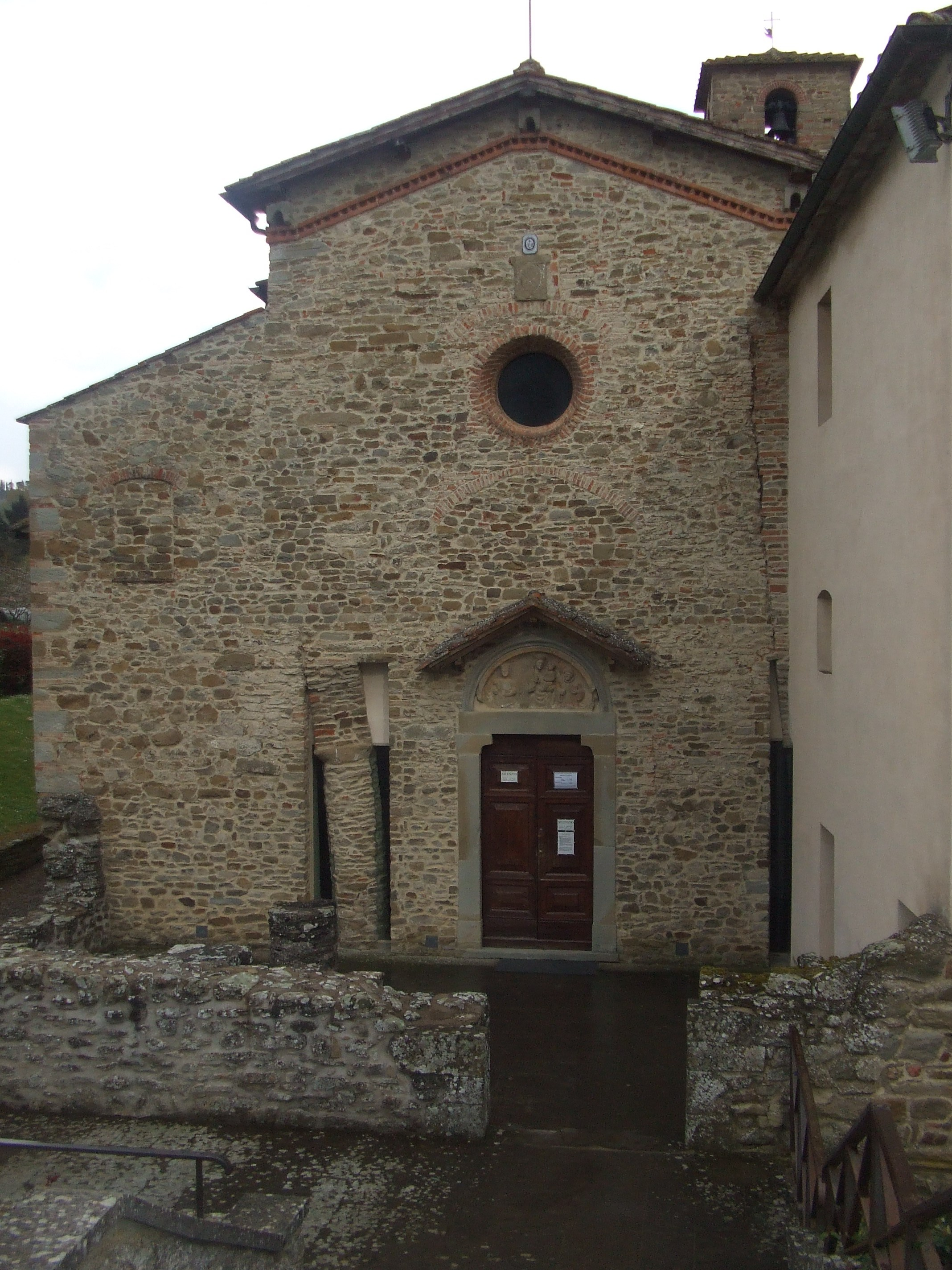
Pieve di Sant'Eugenia al Bagnoro

La pieve di Sant'Eugenia al Bagnoro è una chiesa di Arezzo che si trova in località Bagnoro.
Documentata fin dal 1012, è stata nel Medioevo una delle pievi più importanti della diocesi aretina. Tale pieve, in antichità di patronato della famiglia Centeni, era matrice di nove chiese filiali, delle quali non le rimasero che le sette seguenti:
1. San Tommaso de' Bossi;
2. San Pietro a Calbi e Cuole;
3. Santa Firmina;
4. San Biagio al Monistero;
5. San Bartolomeo a Querceto;
6. Sant'Agata a Saccioni, con l'annessa parrocchia di Lignano;
7. Santa Maria, con l'annesso di Casanuovole.

L'edificio presenta due fasi costruttive: la zona presbiteriale, riferibile al XII secolo, mostra tre absidi, delle quali quella sinistra serve da base al campanile; il resto della fabbrica è realizzato secondo tecniche costruttive altomedievali ma è attribuibile all'XI secolo. L'edificio subì il crollo della facciata e della torre campanaria cilindrica, della quale rimane il basamento. Il restauro condotto tra il 1968 e il 1981 ha assicurato la stabilità dell'edificio.
Nel 2015 la chiesa è stata sottoposta ad estensivo restauro, curato dalla locale Michela Bobini.